# ويليام لامبي
ويليام لامبي (بالإنجليزية: William Lambie)‏ (10 يناير 1873 بغلاسكو في المملكة المتحدة - ) هو لاعب كرة قدم بريطاني (وحمل سابقاً جنسية المملكة المتحدة لبريطانيا العظمى وأيرلندا) في مركز جناح ‏. شارك مع منتخب اسكتلندا لكرة القدم. أما مع النوادي، فقد لعب مع مانشستر سيتي ونادي كوينز بارك.

## وصلات خارجية
- ويليام لامبي على موقع الاتحاد الإسكتلندي (الإنجليزية)
- ويليام لامبي على موقع قاعدة بيانات كرة القدم.إي يو (الإنجليزية)